# Gran Premio di superbike di Salt Lake City 2009
Il Gran Premio di Superbike di Salt Lake City 2009 è stata la settima prova su quattordici del campionato mondiale Superbike 2009, è stato disputato il 31 maggio sul Miller Motorsports Park e in gara 1 ha visto la vittoria di Ben Spies davanti a Carlos Checa e Michel Fabrizio, lo stesso pilota si è ripetuto anche in gara 2, davanti a Michel Fabrizio e Jonathan Rea.
La vittoria nella gara valevole per il campionato mondiale Supersport 2009 è stata ottenuta da Kenan Sofuoğlu.

#### Arrivati al traguardo

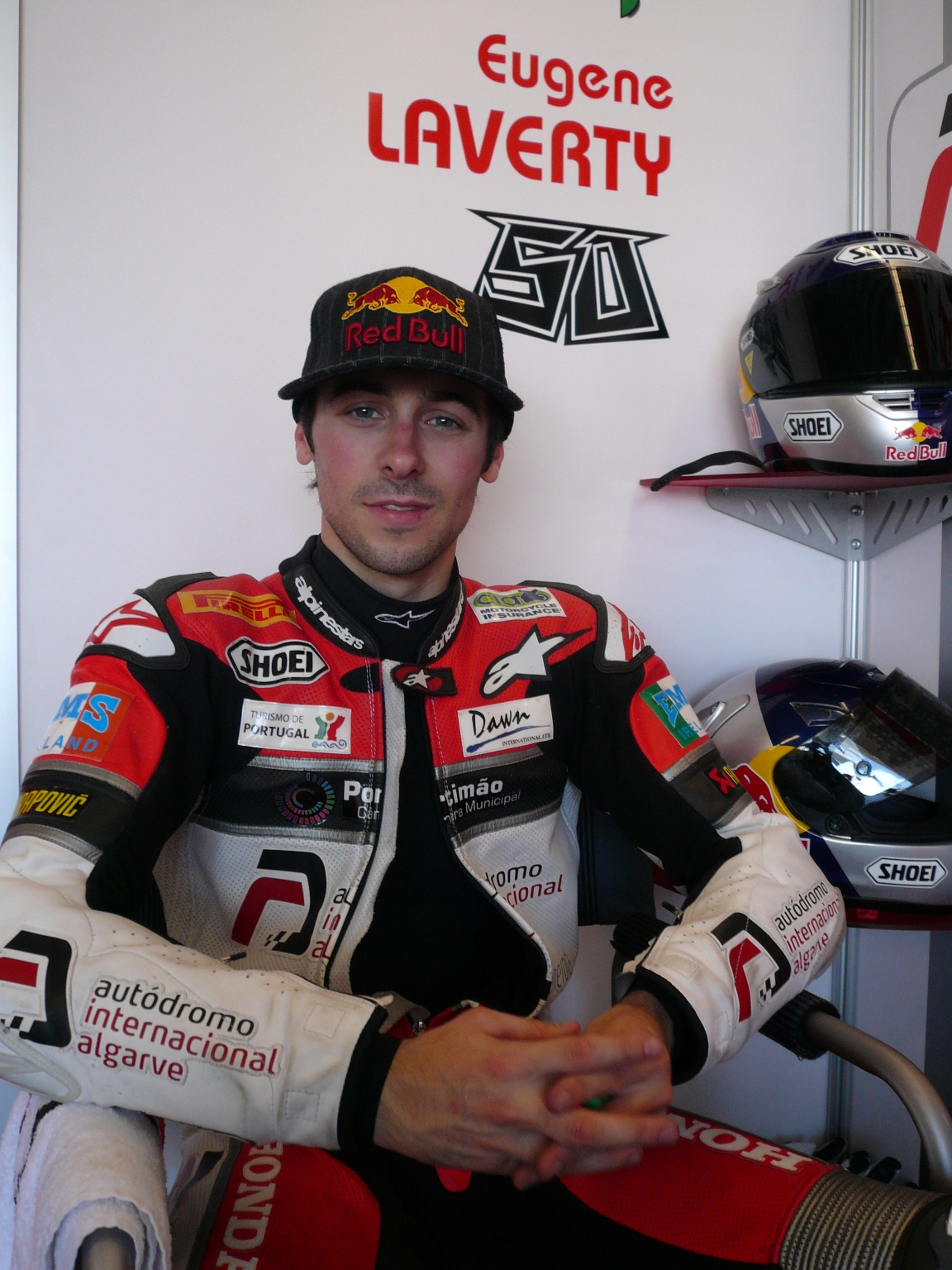
Eugene Laverty, secondo in gara

## Risultati

### Gara 1

#### Arrivati al traguardo[4]
| Pos. | Nº  | Pilota           | Squadra                    | Motocicletta         | Giri | Tempo     | Griglia | Punti |
| ---- | --- | ---------------- | -------------------------- | -------------------- | ---- | --------- | ------- | ----- |
| 1º   | 19  | Ben Spies        | Yamaha WSB                 | Yamaha YZF R1        | 21   | 38:30.945 | 1º      | 25    |
| 2º   | 7   | Carlos Checa     | HANNspree Ten Kate Honda   | Honda CBR1000RR      | 21   | +0:09.394 | 2º      | 20    |
| 3º   | 84  | Michel Fabrizio  | Ducati Xerox               | Ducati 1098R         | 21   | +0:12.742 | 4º      | 16    |
| 4º   | 9   | Ryūichi Kiyonari | Ten Kate Honda Racing      | Honda CBR1000RR      | 21   | +0:14.276 | 3º      | 13    |
| 5º   | 65  | Jonathan Rea     | HANNspree Ten Kate Honda   | Honda CBR1000RR      | 21   | +0:14.915 | 11º     | 11    |
| 6º   | 3   | Max Biaggi       | Aprilia Racing             | Aprilia RSV4 Factory | 21   | +0:15.461 | 16º     | 10    |
| 7º   | 2   | Jamie Hacking    | Kawasaki World Superbike   | Kawasaki ZX 10R      | 21   | +0:22.901 | 8º      | 9     |
| 8º   | 96  | Jakub Smrž       | Guandalini Racing          | Ducati 1098R         | 21   | +0:25.425 | 5º      | 8     |
| 9º   | 41  | Noriyuki Haga    | Ducati Xerox               | Ducati 1098R         | 21   | +0:25.870 | 9º      | 7     |
| 10º  | 91  | Leon Haslam      | Stiggy Racing Honda        | Honda CBR1000RR      | 21   | +0:26.093 | 12º     | 6     |
| 11º  | 67  | Shane Byrne      | Sterilgarda                | Ducati 1098R         | 21   | +0:26.181 | 6º      | 5     |
| 12º  | 71  | Yukio Kagayama   | Suzuki Alstare BRUX        | Suzuki GSX-R 1000 K9 | 21   | +0:29.275 | 13º     | 4     |
| 13º  | 66  | Tom Sykes        | Yamaha WSB                 | Yamaha YZF R1        | 21   | +0:38.365 | 22º     | 3     |
| 14º  | 36  | Gregorio Lavilla | Guandalini Racing          | Ducati 1098R         | 21   | +0:39.454 | 17º     | 2     |
| 15º  | 11  | Troy Corser      | BMW Motorrad Motorsport    | BMW S1000 RR         | 21   | +0:39.513 | 21º     | 1     |
| 16º  | 10  | Fonsi Nieto      | Suzuki Alstare BRUX        | Suzuki GSX-R 1000 K9 | 21   | +0:48.889 | 14º     |       |
| 17º  | 57  | Lorenzo Lanzi    | DFX Corse                  | Ducati 1098R         | 21   | +0:50.747 | 19º     |       |
| 18º  | 98  | Jake Zemke       | Stiggy Racing Honda        | Honda CBR1000RR      | 21   | +0:51.446 | 23º     |       |
| 19º  | 99  | Luca Scassa      | Team Pedercini             | Kawasaki ZX 10R      | 21   | +0:54.472 | 15º     |       |
| 20º  | 25  | David Salom      | Team Pedercini             | Kawasaki ZX 10R      | 21   | +0:58.525 | 18º     |       |
| 21º  | 111 | Rubén Xaus       | BMW Motorrad Motorsport    | BMW S1000 RR         | 21   | +1:07.572 | 24º     |       |
| 22º  | 64  | Erwan Nigon      | Yamaha France GMT 94 Ipone | Yamaha YZF R1        | 21   | +1:18.092 | 26º     |       |

#### Ritirati
| Nº | Pilota          | Squadra                  | Motocicletta         | Giri | Griglia |
| -- | --------------- | ------------------------ | -------------------- | ---- | ------- |
| 23 | Broc Parkes     | Kawasaki World Superbike | Kawasaki ZX 10R      | 20   | 7º      |
| 56 | Shin'ya Nakano  | Aprilia Racing           | Aprilia RSV4 Factory | 5    | 10º     |
| 31 | Karl Muggeridge | Celani Race              | Suzuki GSX-R 1000 K9 | 5    | 20º     |

### Gara 2

#### Arrivati al traguardo[5]
| Pos. | Nº  | Pilota           | Squadra                  | Motocicletta         | Giri | Tempo     | Griglia | Punti |
| ---- | --- | ---------------- | ------------------------ | -------------------- | ---- | --------- | ------- | ----- |
| 1º   | 19  | Ben Spies        | Yamaha WSB               | Yamaha YZF R1        | 21   | 38:25.391 | 1º      | 25    |
| 2º   | 84  | Michel Fabrizio  | Ducati Xerox             | Ducati 1098R         | 21   | +0:09.080 | 4º      | 20    |
| 3º   | 65  | Jonathan Rea     | HANNspree Ten Kate Honda | Honda CBR1000RR      | 21   | +0:14.357 | 11º     | 16    |
| 4º   | 3   | Max Biaggi       | Aprilia Racing           | Aprilia RSV4 Factory | 21   | +0:15.636 | 16º     | 13    |
| 5º   | 9   | Ryūichi Kiyonari | Ten Kate Honda Racing    | Honda CBR1000RR      | 21   | +0:17.156 | 3º      | 11    |
| 6º   | 96  | Jakub Smrž       | Guandalini Racing        | Ducati 1098R         | 21   | +0:17.546 | 5º      | 10    |
| 7º   | 56  | Shin'ya Nakano   | Aprilia Racing           | Aprilia RSV4 Factory | 21   | +0:19.659 | 10º     | 9     |
| 8º   | 41  | Noriyuki Haga    | Ducati Xerox             | Ducati 1098R         | 21   | +0:23.455 | 9º      | 8     |
| 9º   | 66  | Tom Sykes        | Yamaha WSB               | Yamaha YZF R1        | 21   | +0:30.489 | 22º     | 7     |
| 10º  | 67  | Shane Byrne      | Sterilgarda              | Ducati 1098R         | 21   | +0:31.775 | 6º      | 6     |
| 11º  | 23  | Broc Parkes      | Kawasaki World Superbike | Kawasaki ZX 10R      | 21   | +0:33.246 | 7º      | 5     |
| 12º  | 71  | Yukio Kagayama   | Suzuki Alstare BRUX      | Suzuki GSX-R 1000 K9 | 21   | +0:36.758 | 13º     | 4     |
| 13º  | 10  | Fonsi Nieto      | Suzuki Alstare BRUX      | Suzuki GSX-R 1000 K9 | 21   | +0:36.887 | 14º     | 3     |
| 14º  | 57  | Lorenzo Lanzi    | DFX Corse                | Ducati 1098R         | 21   | +0:37.290 | 19º     | 2     |
| 15º  | 98  | Jake Zemke       | Stiggy Racing Honda      | Honda CBR1000RR      | 21   | +0:42.639 | 23º     | 1     |
| 16º  | 111 | Rubén Xaus       | BMW Motorrad Motorsport  | BMW S1000 RR         | 21   | +0:42.777 | 24º     |       |
| 17º  | 11  | Troy Corser      | BMW Motorrad Motorsport  | BMW S1000 RR         | 21   | +0:45.596 | 21º     |       |
| 18º  | 25  | David Salom      | Team Pedercini           | Kawasaki ZX 10R      | 21   | +1:09.237 | 18º     |       |
| 19º  | 2   | Jamie Hacking    | Kawasaki World Superbike | Kawasaki ZX 10R      | 21   | +1:26.703 | 8º      |       |

#### Ritirati
| Nº | Pilota           | Squadra                    | Motocicletta    | Giri | Griglia |
| -- | ---------------- | -------------------------- | --------------- | ---- | ------- |
| 91 | Leon Haslam      | Stiggy Racing Honda        | Honda CBR1000RR | 20   | 12º     |
| 36 | Gregorio Lavilla | Guandalini Racing          | Ducati 1098R    | 6    | 17º     |
| 64 | Erwan Nigon      | Yamaha France GMT 94 Ipone | Yamaha YZF R1   | 6    | 26º     |
| 7  | Carlos Checa     | HANNspree Ten Kate Honda   | Honda CBR1000RR | 3    | 2º      |
| 99 | Luca Scassa      | Team Pedercini             | Kawasaki ZX 10R | 3    | 15º     |

### Supersport

#### Arrivati al traguardo[3]
| Pos. | Nº  | Pilota             | Squadra                    | Motocicletta        | Giri | Tempo     | Griglia | Punti |
| ---- | --- | ------------------ | -------------------------- | ------------------- | ---- | --------- | ------- | ----- |
| 1º   | 54  | Kenan Sofuoğlu     | HANNspree Ten Kate Honda   | Honda CBR600RR      | 18   | 34:00.510 | 6º      | 25    |
| 2º   | 50  | Eugene Laverty     | Parkalgar Honda            | Honda CBR600RR      | 18   | + 0.368   | 2º      | 20    |
| 3º   | 35  | Cal Crutchlow      | Yamaha World Supersport    | Yamaha YZF R6       | 18   | + 0.521   | 3º      | 16    |
| 4º   | 26  | Joan Lascorz       | Kawasaki Motocard.com      | Kawasaki ZX-6R      | 18   | + 1.833   | 1º      | 13    |
| 5º   | 99  | Fabien Foret       | Yamaha World Supersport    | Yamaha YZF R6       | 18   | + 12.071  | 8º      | 11    |
| 6º   | 24  | Garry McCoy        | ParkinGO Triumph BE1       | Triumph Daytona 675 | 18   | + 18.108  | 7º      | 10    |
| 7º   | 1   | Andrew Pitt        | HANNspree Ten Kate Honda   | Honda CBR600RR      | 18   | + 25.912  | 30º     | 9     |
| 8º   | 51  | Michele Pirro      | Yamaha Lorenzini by Leoni  | Yamaha YZF R6       | 18   | + 26.867  | 12º     | 8     |
| 9º   | 14  | Matthieu Lagrive   | Honda Althea Racing        | Honda CBR600RR      | 18   | + 30.411  | 13º     | 7     |
| 10º  | 13  | Anthony West       | Stiggy Racing Honda        | Honda CBR600RR      | 18   | + 31.393  | 22º     | 6     |
| 11º  | 5   | Doni Tata Pradita  | YZF Yamaha                 | Yamaha YZF R6       | 18   | + 32.206  | 21º     | 5     |
| 12º  | 117 | Miguel Praia       | Parkalgar Honda            | Honda CBR600RR      | 18   | + 32.572  | 14º     | 4     |
| 13º  | 21  | Katsuaki Fujiwara  | Kawasaki Motocard.com      | Kawasaki ZX-6R      | 18   | + 35.491  | 10º     | 3     |
| 14º  | 77  | Barry Veneman      | Hoegee Suzuki              | Suzuki GSX-R600     | 18   | + 37.164  | 15º     | 2     |
| 15º  | 105 | Gianluca Vizziello | Stiggy Racing Honda        | Honda CBR600RR      | 18   | + 39.041  | 18º     | 1     |
| 16º  | 69  | Gianluca Nannelli  | ParkinGO Triumph BE1       | Triumph Daytona 675 | 18   | + 40.443  | 4º      |       |
| 17º  | 25  | Michael Laverty    | Holiday Gym Racing         | Yamaha YZF R6       | 18   | + 51.153  | 16º     |       |
| 18º  | 28  | Arie Vos           | Veidec Racing RES Software | Honda CBR600RR      | 18   | + 52.658  | 19º     |       |
| 19º  | 30  | Jesco Günther      | RES Software Veidec Racing | Honda CBR600RR      | 18   | + 54.437  | 24º     |       |
| 20º  | 53  | Alessandro Polita  | Hoegee Suzuki              | Suzuki GSX-R600     | 18   | +1:11.500 | 25º     |       |
| 21º  | 83  | Russell Holland    | Echo CRS Grand Prix        | Honda CBR600RR      | 18   | +1:11.668 | 20º     |       |
| 22º  | 88  | Yannick Guerra     | Holiday Gym Racing         | Yamaha YZF R6       | 18   | +1:18.385 | 26º     |       |
| 23º  | 55  | Massimo Roccoli    | Intermoto Czech            | Honda CBR600RR      | 18   | +1:21.462 | 5º      |       |
| 24º  | 75  | Oleg Pianykh       | Apex Racing                | Yamaha YZF R6       | 18   | +1:33.636 | 29º     |       |
| 25º  | 126 | Andrew Nelson      | Nelson Racing              | Yamaha YZF R6       | 18   | +1:40.570 | 28º     |       |
| 26º  | 89  | Chip Yates         | SWIGZ.COM Pro Racing       | Suzuki GSX-R600     | 17   | +1 giro   | 31º     |       |

#### Ritirati
| Nº  | Pilota          | Squadra                    | Motocicletta   | Giri | Griglia |
| --- | --------------- | -------------------------- | -------------- | ---- | ------- |
| 127 | Robbin Harms    | Veidec Racing RES Software | Honda CBR600RR | 17   | 11º     |
| 7   | Patrik Vostárek | Intermoto Czech            | Honda CBR600RR | 7    | 17º     |
| 29  | Melissa Paris   | Markbilt Racebikes         | Yamaha YZF R6  | 6    | 27º     |
| 8   | Mark Aitchison  | Honda Althea Racing        | Honda CBR600RR | 0    | 9º      |